# Luiz Alves
Luiz Alves là một đô thị thuộc bang Santa Catarina, Brasil. Đô thị này có diện tích 260,079 km², dân số năm 2007 là 8986 người, mật độ 35 người/km².